# Bekir Yarangüme
Bekir Yarangüme, né le 28 janvier 1977, à Aydın, en Turquie, est un joueur turc de basket-ball. Il évolue au poste d'ailier.